# 海之韵广场
海之韵广场是大连的一个海滨广场，因其主题雕塑“海之韵”而得名。广场位于海之韵公园北入口，与星海广场相呼应。总面积为3.8万平方米，其中1.3万平方米为铺装广场、1.2万平方米为绿地，另有很多雕塑小品。
广场中心的主题雕塑名为“海之韵”，由5根波浪状的钢管组成的，长19.9米，象征1999年9月是大连建市100周年；钢管上点缀有21只海鸥，象征21世纪；还有50个球体，象征中华人民共和国建国50周年。
广场另有许多雕塑小品，其中的“一家三口”表现一个小家庭兴高采烈去看海，“母子情”描绘一个母亲给儿子系鞋带，“下棋”塑造的是一个老人坐在木凳上面对象棋残局，“胖男女”描绘的是一对胖胖的裸体男女，站在海边眺望，表情生动。现海之韵广场已被拆除，原址将建设成东港休闲商务区。